# Liste der denkmalgeschützten Objekte in Klaus an der Pyhrnbahn
Die Liste der denkmalgeschützten Objekte in Klaus an der Pyhrnbahn enthält die 10 denkmalgeschützten, unbeweglichen Objekte der Gemeinde Klaus an der Pyhrnbahn im Bezirk Kirchdorf (Oberösterreich).

## Denkmäler
| Foto |                 | Denkmal                                                                            | Standort                                               | Beschreibung | Metadaten |
| ---- | --------------- | ---------------------------------------------------------------------------------- | ------------------------------------------------------ | --- | --- |
| ja   | Datei hochladen | Kath. Pfarrkirche hl. Johannes d. T. mit Friedhof HERIS-ID: 52217 Objekt-ID: 58723 | Klaus an der Pyhrnbahn 15 Standort KG: Klaus           | Von 1616 bis 1618 als evangelische Pfarrkirche errichtet wurde die Kirche 1674 von der katholischen Kirche übernommen und als katholische Pfarrkirche von Klaus geweiht. | BDA-Hist.: Q819903 Status: § 2a Stand der BDA-Liste: 2025-06-30 Name: Kath. Pfarrkirche hl. Johannes d. T. mit Friedhof GstNr.: .86, 402 Saint John the Baptist church in Klaus an der Pyhrnbahn |
| ja   | Datei hochladen | Schloss Klaus HERIS-ID: 38012 Objekt-ID: 37505                                     | Klaus an der Pyhrnbahn 16 Standort KG: Klaus           | Die ehemalige Festung oberhalb der Talenge bei Klaus besteht seit dem 12. Jahrhundert. Seit 1963 ist das Schloß im Besitz eines evangelisch-kirchlichen Vereines der das beinahe verfallene Gebäude wieder instand setzte und zu einem Bildungshaus und Freizeitzentrum der evangelischen Jugend ausbaute.                                                               | BDA-Hist.: Q1576411 Status: Bescheid Stand der BDA-Liste: 2025-06-30 Name: Schloss Klaus GstNr.: 411 Schloss Klaus                                                                               |
| ja   | Datei hochladen | Burgruine Klaus HERIS-ID: 38013 Objekt-ID: 37506                                   | Klaus an der Pyhrnbahn 16 Standort KG: Klaus           | Die bescheidenen Mauerreste aus dem späten Mittelalter wurden ab 1983 überbaut. Die neue Burg gehört zum evangelischen Jugendzentrum und Bildungshaus Schloss Klaus. | BDA-Hist.: Q37978392 Status: Bescheid Stand der BDA-Liste: 2025-06-30 Name: Burgruine Klaus GstNr.: 411                                                                                          |
| ja   | Datei hochladen | Pfarrhof mit Schmerzhafte Muttergottes-Kapelle HERIS-ID: 84532 Objekt-ID: 98635    | Klaus an der Pyhrnbahn 34 Standort KG: Klaus           | 1731 wurde der spätbarocke Zentralbau mit der geschwungenen Nordfassade und dem Dachreiter fertiggestellt. Das Altarbild von Paul Troger zeigt eine Pietà und ist aus dem zweiten Viertel des 18. Jahrhunderts. Am Altar befinden sich auch zwei barocke Engel die ungefähr in der Mitte des 18. Jahrhunderts geschaffen wurden. Das Lavabo im Pfarrhof stammt von 1646. | BDA-Hist.: Q23541706 Status: § 2a Stand der BDA-Liste: 2025-06-30 Name: Pfarrhof mit Schmerzhafte Muttergottes-Kapelle GstNr.: .45, .46 Pfarrkirche Klaus an der Pyhrnbahn                       |
| ja   | Datei hochladen | Arztvilla HERIS-ID: 87385 Objekt-ID: 101784                                        | Klaus an der Pyhrnbahn 74 Standort KG: Klaus           | | BDA-Hist.: Q37719773 Status: § 2a Stand der BDA-Liste: 2025-06-30 Name: Arztvilla GstNr.: 482/2                                                                                                  |
| ja   | Datei hochladen | Aufnahmsgebäude Klaus HERIS-ID: 23036 Objekt-ID: 19383                             | Klaus an der Pyhrnbahn 77 Standort KG: Klaus           | | BDA-Hist.: Q37873978 Status: Bescheid Stand der BDA-Liste: 2025-06-30 Name: Aufnahmsgebäude Klaus GstNr.: .177 Aufnahmsgebäude Bahnhof Klaus                                                     |
| ja   | Datei hochladen | Ehem. Lokschuppen HERIS-ID: 12565 Objekt-ID: 8711                                  | bei Klaus an der Pyhrnbahn 80 Standort KG: Klaus       | Der Lokschuppen wurde in den 1880er-Jahren im Zuge der Verlängerung der Kremstalbahn von Micheldorf nach Klaus errichtet. Anlässlich der Oberösterreichischen Landesausstellung 1998 restaurierte man den ehemaligen Lokschuppen. Seit dem Ende der Landesausstellung wird das Gebäude als Konzertsaal genutzt.                                                          | BDA-Hist.: Q38133521 Status: Bescheid Stand der BDA-Liste: 2025-06-30 Name: Ehem. Lokschuppen GstNr.: .160                                                                                       |
| ja   | Datei hochladen | Steyrling-Brücke der Pyhrnbahn HERIS-ID: 59247 Objekt-ID: 70342                    | Klaus an der Pyhrnbahn 78, nördlich Standort KG: Klaus | | BDA-Hist.: Q38086461 Status: Bescheid Stand der BDA-Liste: 2025-06-30 Name: Steyrling-Brücke der Pyhrnbahn GstNr.: 736/5, 736/6                                                                  |
| ja   | Datei hochladen | Moser-Kapelle HERIS-ID: 87486 Objekt-ID: 101901                                    | Steyrling 223, neben Standort KG: Steyrling            | | BDA-Hist.: Q37719983 Status: § 2a Stand der BDA-Liste: 2025-06-30 Name: Moser-Kapelle GstNr.: 137/12 Moser-Kapelle                                                                               |
| ja   | Datei hochladen | Kath. Pfarrkirche Unbefleckte Empfängnis Mariä HERIS-ID: 52623 Objekt-ID: 59895    | Steyrling 56, in der Nähe Standort KG: Steyrling       | → Hauptartikel : Pfarrkirche Steyrling f1 | BDA-Hist.: Q21856138 Status: § 2a Stand der BDA-Liste: 2025-06-30 Name: Kath. Pfarrkirche Unbefleckte Empfängnis Mariä GstNr.: .87/1 Pfarrkirche Unbefleckte Empfängnis Mariä, Steyrling         |